# 1997 EG46
1997 EG46 är en asteroid i huvudbältet som upptäcktes den 15 mars 1997 av Beijing Schmidt CCD Asteroid Program vid Xinglong-observatoriet.
Asteroiden har en diameter på ungefär 14 kilometer.